# Comuna de Solina
Solina (polaco: Gmina Solina) é uma gminy (comuna) na Polónia, na voivodia de Subcarpácia e no condado de Leski.
De acordo com os censos de 2007, a comuna tem 5105 habitantes, com uma densidade 27,7 hab/km².

## Área
Estende-se por uma área de 184,25 km², incluindo:
- área agrícola: 22%
- área florestal: 54%

## Demografia
Dados de 30 de Junho 2007:
|                      | Total   | Total | Mulheres | Mulheres | Homens  | Homens |
| -------------------- | ------- | ----- | -------- | -------- | ------- | ------ |
|                      | pessoas | %     | pessoas  | %        | pessoas | %      |
| População            | 5105    | 100   | 2524     | 49,4     | 2581    | 50,6   |
| Densidade (pop./km²) | 27,7    | 100   | 13,7     | 13,7     | 14      | 14     |

De acordo com dados de 2005, o rendimento médio per capita ascendia a 2962,03 zł.

## Subdivisões
- Zalew Soliński widziany z Polańczyka, listopad 2005

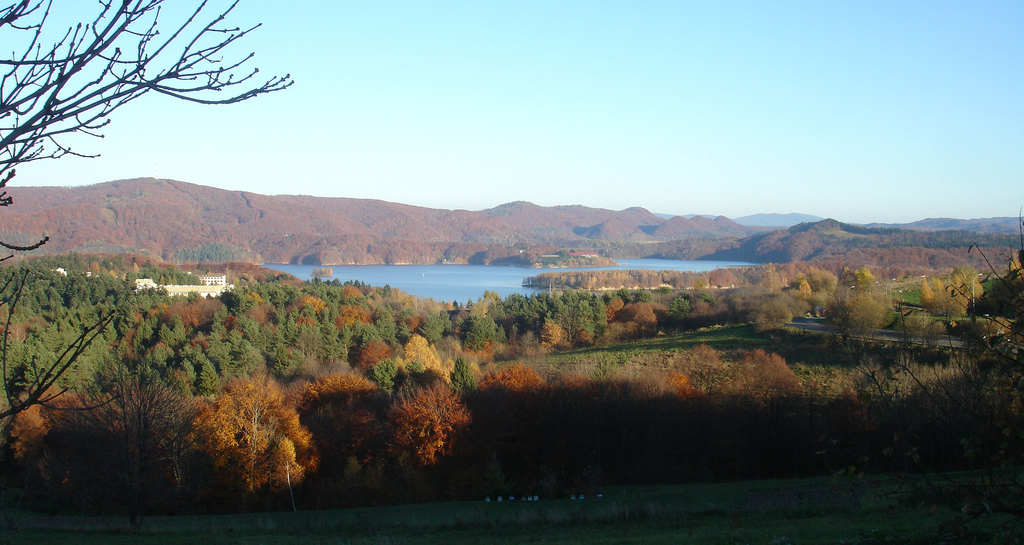
Zalew Soliński widziany z Polańczyka, listopad 2005

Berezka, Bereźnica Wyżna, Bóbrka, Bukowiec, Górzanka, Myczkowce, Myczków, Polańczyk, Rajskie, Rybne, Solina, Terka, Werlas, Wola Matiaszowa, Wołkowyja, Zawóz.

## Comunas vizinhas
- Baligród, Cisna, Czarna, Lesko, Olszanica, Ustrzyki Dolne